# Озёрская сельская территория
Озерская сельская территория — административно-территориальная единица Старооскольского городского округа включающая в себя 3 села: Озерки, Черниково, Выползово. Административный центр — село Озерки.

## Состав сельской территории
| № | Населённый пункт | Тип населённого пункта       | Население |
| - | ---------------- | ---------------------------- | --------- |
| 1 | Выползово        | село                         | ↗147      |
| 2 | Озерки           | село, административный центр | ↗774      |
| 3 | Черниково        | село                         | ↗245      |

## Географические данные
| Общая площадь        | 6268 га.    |
| -------------------- | ----------- |
| Сельхозугодья        | 3978,55 га. |
| Пашня                | 3689,21 га. |
| Сенокосы, пастбища   | 169 га.     |
| Леса и лесополосы    | 119,39 га.  |
| Реки, пруды, водоемы | 0,95 га.    |
| Протяженность дорог  | 33,5 км.    |